# Більське церковне намісництво
Більське намісництво (деканат) — церковно-адміністративна округа Берестейського крилоса Володимирської єпархії.
У 1729 році охоплювало 27 парафії. Міських парафій 11. Візітації проводились в 1784, 1787.